# Gonatus fabricii
Gonatus fabricii är en bläckfiskart som först beskrevs av Lichtenstein 1818.  Gonatus fabricii ingår i släktet Gonatus och familjen Gonatidae. Inga underarter finns listade i Catalogue of Life.

## Bildgalleri

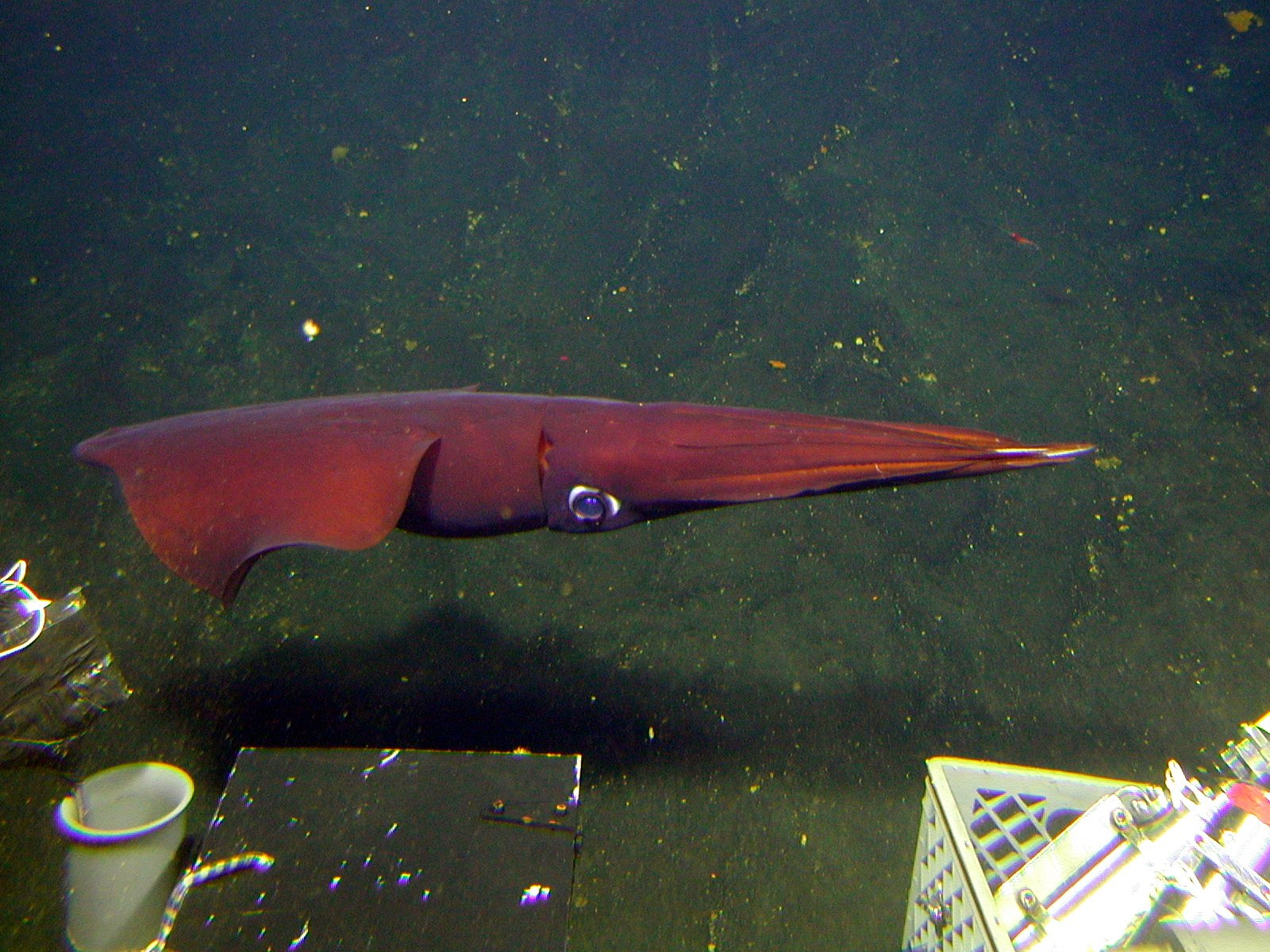